# Gabriela Sedláková
Gabriela Sedláková (* 2. März 1968 in Topoľčany, Tschechoslowakei) ist eine ehemalige slowakische Leichtathletin, die sich auf den Mittelstreckenlauf spezialisiert hat und auch im Sprint an den Start ging. Sie ist bis heute Inhaberin des slowakischen Landesrekordes im 800-Meter-Lauf und gewann 1987 für die Tschechoslowakei die Silbermedaille bei den Hallenweltmeisterschaften in Indianapolis.

## Sportliche Laufbahn
Erste internationale Erfahrungen sammelte Gabriela Sedláková im Jahr 1985, als sie bei den Junioreneuropameisterschaften in Cottbus in 2:03,22 min die Goldmedaille über 800 Meter gewann. Im Jahr darauf gewann sie bei den Juniorenweltmeisterschaften in Athen in 2:01,49 min die Silbermedaille, ehe sie bei den Europameisterschaften in Stuttgart mit 2:00,61 min im Halbfinale ausschied. 1987 belegte sie bei den Halleneuropameisterschaften in Liévin in 2:02,24 min den vierten Platz und kurz darauf gewann sie bei den erstmals ausgetragenen Hallenweltmeisterschaften in Indianapolis in 2:01,85 min die Silbermedaille hinter Christine Wachtel aus der DDR. Im Juli belegte sie bei der Sommer-Universiade in Zagreb in 2:02,28 min den fünften Platz und anschließend schied sie bei den Weltmeisterschaften in Rom mit 2:02,27 min im Halbfinale aus. Im Jahr darauf belegte sie bei den Halleneuropameisterschaften in Budapest in 2:05,59 min den sechsten Platz und 1989 gelangte sie bei den Studentenweltspielen in Duisburg mit 2:03,01 min ebenfalls auf Rang sechs. 1992 beendete sie dann ihre aktive sportliche Karriere im Alter von 24 Jahren. 
In den Jahren von 1987 bis 1989 sowie 1991 wurde Sedláková tschechoslowakische Meisterin im 800-Meter-Lauf im Freien sowie 1987, 1988 und 1992 in der Halle.

## Persönliche Bestzeiten
- 400 Meter: 53,60 s, 19. August 1986 in Prag
  - 400 Meter (Halle): 55,28 s, 25. Januar 1985 in Bratislava
- 800 Meter: 1:58,37 min, 21. August 1987 in Berlin (slowakischer Rekord)
  - 800 Meter (Halle): 2:01,85 min, 7. März 1987 in Indianapolis